# Peter Vaughan
Peter Vaughan, all'anagrafe Peter Ewart Ohm (Wem, 4 aprile 1923 – Mennings Heath, 6 dicembre 2016), è stato un attore britannico.

## Biografia
Peter Ewart Ohm nacque il 4 aprile 1923 a Wem, Shropshire, figlio di Max Ohm impiegato di banca, emigrato dall'Austria e Eva Wright, infermiera. La famiglia si spostò a Wellington (Shropshire). Vaughan compose in quel periodo a scuola un poema che venne applaudito da chi lo ascoltò. Dall'età di sette anni visse nello Staffordshire, dove frequentò la Uttoxeter Grammar School. Dopo la scuola frequentò a Wolverhampton il Repertory Theatre nel 1939, e altri teatri. In quel periodo adottò il nome d'arte Peter Vaughan.
Durante il servizio militare nel British Army durante la seconda guerra mondiale, divenne second lieutenant nel Royal Corps of Signals il 9 giugno 1943, e servì in Normandia, Belgio, e  estremo oriente. Alla fine della guerra fu a Singapore durante la liberazione della Prigione Changi.
Attivo dal 1960, partecipò ai più diversi generi di pellicole. Le sue migliori interpretazioni sono legate agli anni della maturità: è stato Tom Hedden in Cane di paglia (1971) di Sam Peckinpah, Mr. Helpmann in Brazil (1985) di Terry Gilliam, con cui aveva già interpretato l'orco in I banditi del tempo (1981), e il padre di Anthony Hopkins in Quel che resta del giorno (1993) di James Ivory.
Ha interpretato inoltre il maestro Aemon Targaryen nella prima, terza, quarta e quinta stagione della serie televisiva Il Trono di Spade.

## Filmografia parziale

### Cinema
- Il villaggio dei dannati (Village of the Damned), regia di Wolf Rilla (1960)
- Il delitto della signora Allerson (I Thank a Fool), regia di Robert Stevens (1962)
- Codice ZX3 controspionaggio! (The Devil's Agent), regia di John Paddy Carstairs (1962)
- I vincitori (The Victors), regia di Carl Foreman (1963)
- Una notte per morire (Fanatic), regia di Silvio Narizzano (1965)
- 8 facce di bronzo (Totten to the Core), regia di John Boulting (1965)
- Colpo su colpo (The Naked Runner), regia di Sidney J. Furie (1967)
- L'uomo che viene da lontano (The Man Outside), regia di Samuel Gallu (1967)
- Trafficanti del piacere (Hammerhead), regia di David Miller (1968)
- Vortice di sabbia (A Twist of Sand), regia di Don Chaffey (1968)
- Alfredo il Grande (Alfred the Great), regia di Clive Donner (1969)
- Il ragazzo ha visto l'assassino e deve morire (Eyewitness), regia di John Hough (1970)
- Cane di paglia (Straw Dogs), regia di Sam Peckinpah (1971)
- Il pifferaio di Hamelin (The Pied Piper), regia di Jacques Demy (1972)
- Messia selvaggio (Savage Messiah), regia di Ken Russell (1972)
- L'agente speciale Mackintosh (The MacKintosh Man), regia di John Huston (1973)
- Rappresaglia, regia di George Pan Cosmatos (1973)
- La baia di Malachi (Malachi's Cove), regia di Henry Herbert (1973)
- Il bunker (The Blockhouse), regia di Clive Rees (1973)
- Valentino, regia di Ken Russell (1977)
- Zulu Dawn, regia di Douglas Hickox (1979)
- I banditi del tempo (Time Bandits), regia di Terry Gilliam (1981)
- La donna del tenente francese (The French Lieutenant's Woman), regia di Karel Reisz (1981)
- Il filo del rasoio (The Razor's Edge), regia di John Byrum (1984)
- Brazil, regia di Terry Gilliam (1985)
- Luna di miele stregata (Haunted Honeymoon), regia di Gene Wilder (1986)
- Le montagne della luna (Mountains of the Moon), regia di Bob Rafelson (1990)
- Quel che resta del giorno (The Remains of the Day), regia di James Ivory (1993)
- Delitto di stato (Fatherland), regia di Christopher Menaul (1994)
- L'agente segreto (The Secret Agent), regia di Christopher Hampton (1996)
- La seduzione del male (The Crucible), regia di Nicholas Hytner (1996)
- I miserabili (Les Misérables), regia di Bille August (1998)
- La leggenda del pianista sull'oceano, regia di Giuseppe Tornatore (1998)
- Un marito ideale (An Ideal Husband), regia di Oliver Parker (1999)
- Canone inverso - Making Love, regia di Ricky Tognazzi (2000)
- Kiss Kiss (Bang Bang), regia di Stewart Sugg (2001)
- The Mother, regia di Roger Michell (2003)
- Tu chiamami Peter (The Life and Death of Peter Sellers), regia di Stephen Hopkins (2004)
- Funeral Party, regia di Frank Oz (2007)
- Is Anybody There?, regia di John Crowley (2008)

### Televisione
- Missione segreta (Espionage) – serie TV, episodio 1x20 (1964)
- Knock on Any Door – serie TV, episodio 1x06 (1965)
- Attenti a quei due (The Persuaders!) – serie TV, episodio 1x11 (1971)
- Gli invincibili (The Protectors) – serie TV, episodio 2x01 (1973)
- L'ispettore Regan (The Sweeney) – serie TV, episodio 2x09 (1975)
- The Famous History of the Life of King Henry the Eight, regia di Kevin Billington – film TV (1979)
- Le sconfitte di un vincitore: Winston Churchill 1928-1939 (Winston Churchill: The Wilderness Years) – miniserie TV (1981)
- L'ora del mistero (Hammer House of Mystery and Suspense) – serie TV, episodio 1x03 (1984)
- Monte Carlo – miniserie TV, 2 episodi (1986)
- Identità bruciata (The Bourne Identity) – miniserie TV, 2 episodi (1988)
- Prigionieri dell'onore (Prisoner of Honor), regia di Ken Russell – film TV (1991)
- Le avventure di Sherlock Holmes (The Adventures of Sherlock Holmes) – serie TV, episodio 3x04 (1991)
- Cuore di tenebra (Heart of Darkness), regia di Nicolas Roeg – film TV (1993)
- Casualty – serie TV, episodio 17x17 (2003)
- Il Trono di Spade (Game of Thrones) – serie TV, 11 episodi (2011-2015)

## Doppiatori italiani
Nelle versioni in italiano delle opere in cui ha recitato, Peter Vaughan è stato doppiato da:
- Dante Biagioni in Cuore di tenebra, Kiss Kiss (Bang Bang), Tu chiamami Peter
- Renato Mori ne I banditi del tempo, Quel che resta del giorno
- Valerio Ruggeri ne Le montagne della luna, Le avventure di Sherlock Holmes
- Sergio Tedesco in Una notte per morire
- Manlio Busoni ne Il caso del cavallo senza testa
- Gualtiero De Angelis in Cane di paglia
- Carlo Romano in Attenti a quei due
- Pino Locchi in Rappresaglia
- Sandro Tuminelli in Enrico VIII
- Arturo Dominici in Brazil
- Sergio Graziani in Monte Carlo
- Vittorio Congia in Identità bruciata
- Giorgio Gusso in Delitto di stato
- Gil Baroni ne La seduzione del male
- Gianni Musy ne I miserabili
- Alberto Lionello in Prigionieri dell'onore
- Graziano Giusti in La leggenda del pianista sull'oceano
- Carlo Sabatini in Canone inverso
- Ettore Conti in The Mother
- Bruno Alessandro in Funeral Party
- Goffredo Matassi ne Il Trono di Spade